# Marcio dos Santos Silva
Marcio dos Santos Silva (født 5. februar 1969) er en tidligere brasiliansk fodboldspiller.
Han har spillet for flere forskellige klubber i sin karriere, herunder Kyoto Purple Sanga.